# Midnight Express (film)
Midnight Express – oparty na faktach amerykańsko-brytyjski film kryminalny z roku 1978, powstały na podstawie książki Billy’ego Hayesa i Williama Hoffera pod tym samym tytułem. Midnight Express oznacza w slangu ucieczkę.

## Fabuła
Billy Hayes jest amerykańskim studentem, który spędza wakacje w Turcji. Zostaje zatrzymany na lotnisku, ponieważ znaleziono przy nim dwa kilogramy haszyszu. Zostaje skazany na cztery lata pozbawienia wolności. Przed końcem wyroku ponownie staje przed sądem i zostaje skazany na kolejnych trzydzieści lat. Pobyt w więzieniu staje się piekłem: z jednej strony brutalni strażnicy, z drugiej zwyrodniali współwięźniowie. Tylko dzięki wsparciu Maksa, Billy nie ulega presji prześladowców. W końcu decyduje się na ucieczkę...

## Książka a film
Pomiędzy fabułą filmu a faktami zawartymi w autobiografii Hayesa istnieją różnice – najważniejsze poniżej:
- Billy Hayes w Turcji był sam, a w filmie ze swoją dziewczyną
- Billy Hayes nie doświadczył żadnej przemocy seksualnej ze strony tureckich strażników oraz miał dobrowolne kontakty seksualne z współwięźniami, natomiast w filmie ostatecznie odrzuca propozycję współwięźnia, a dowódca strażników próbuje go gwałcić;
- „Tex” był tureckim policjantem, który początkowo tłumaczył rozmowy Hayesa z innymi policjantami, a potem zawiózł go na komisariat (gdy samochód stanął na czerwonym świetle, Hayes próbował uciec, ale „Tex” go zatrzymał grożąc pistoletem), podczas gdy w filmie udaje amerykańskiego dyplomatę, a później zatrzymuje Billy’ego po dłuższym pościgu;
- w 1972 r. Billy spędził siedemnaście dni w więziennym szpitalu psychiatrycznym i nigdy nie odgryzł języka współwięźniowi, a w filmie spędził 7 miesięcy przed ucieczką, a wcześniej po bójce odgryzł język współwięźniowi współpracującemu z władzami więzienia (za ten czyn został umieszczony w szpitalu);
- Billy Hayes został przeniesiony (po łapówce od rodziców) do więzienia o łagodniejszym rygorze na wyspie, z którego uciekł, później przepłynął jezioro motorówką, a potem pieszo i autobusem dotarł do granicy greckiej, którą przekroczył; w filmie po zabiciu próbującego go zgwałcić dowódcy straży przebiera się za strażnika i w ten sposób opuszcza więzienie;
- dowódca straży Hamidou został w 1973 r. zastrzelony przez niedawno zwolnionego więźnia, który dostrzegł go podczas picia herbaty w kawiarni na zewnątrz więzienia i strzelił osiem razy; w filmie został zabity przypadkowo przez Hayesa (uderza tyłem głowy w wieszak), gdy próbował go zgwałcić.

## Obsada
- Brad Davis – Billy Hayes
- Irene Miracle – Susan
- Bo Hopkins – Tex
- Paolo Bonacelli – Rifki
- Paul L. Smith – Hamidou
- Randy Quaid – Jimmy Booth
- Norbert Weisser – Erich
- John Hurt – Max
- Mike Kellin – Pan Hayes
- Franco Diogene – Yesil
- Michael Ensign – Stanley Daniels

## Nagrody i nominacje
Oscary za rok 1978
- Najlepszy scenariusz adaptowany - Oliver Stone
- Najlepsza muzyka - Giorgio Moroder
- Najlepszy film - Alan Marshall, David Puttnam (nominacja)
- Najlepsza reżyseria - Alan Parker (nominacja)
- Najlepszy montaż - Gerry Hambling (nominacja)
- Najlepszy aktor drugoplanowy – John Hurt (nominacja)

Złote Globy 1978
- Najlepszy dramat
- Najlepszy scenariusz - Oliver Stone
- Najlepsza muzyka - Giorgio Moroder
- Najlepszy aktor drugoplanowy – John Hurt
- Odkrycie roku – aktor Brad Davis
- Odkrycie roku - aktorka Irene Miracle
- Najlepsza reżyseria - Alan Parker (nominacja)
- Najlepszy aktor dramatyczny – Brad Davis (nominacja)